# Баденське маркграфство
Баденське маркграфство (нім. Markgrafschaft Baden) — історична держава у складі Священної Римської імперії. Розташовувалась уздовж правого берега Верхнього Рейну в південно-західній Німеччині, здобуло статус маркграфства в 1112 році та існувало до 1535 року, коли воно було розділене на два окремих маркграфства Баден-Дурлаське і Баден-Баденське. Обидві частини були возз'єднані в 1771 році під орудою маркграфа Карла Фредеріка, при тому що три частини держави зберегли свої різні місця в Рейхстазі. У 1803 році відновлене Баденське маркграфство було підвищено до статусу курфюрства. У 1806 році Баденське курфюрство, розширивши кордони, стало Великим герцогством Баденським. Правителі Бадена, відомі як Баденський дім, були молодшою лінією швабського дому Церінгенів.

## Історія
В XI столітті Швабське герцогство не мало потужної центральної влади і перебувало під контролем різних династій, найсильнішими з яких були дім Гогенштауфенів, дім Вельфів, Габсбурги та дім Церінгенів. Імператор Генріх III пообіцяв герцогський престол Церінгенам — Бертольду, однак після смерті Генріха в 1056 році його вдова Агнес де Пуатьє призначила Рудольфа Рейнфельденського герцогом Швабії. Бертольд відмовився від своїх прав і отримав компенсацію Каринтійським герцогством та Веронською маркою в Італії. Не зумівши утвердитися, він остаточно втратив обидві території, коли його скинув король Німеччини Генріх IV під час суперечки про інвеституру в 1077 році. Бертольд пішов на свою рідну територію в Швабії, де й помер наступного року. Проте, веронський маркграфський титул зберіг його старший син Герман I.
Герман II, син Германа I і онук Бертольда II, уклав угоду з ворогуючою династією Гогенштауфенів, і близько 1098 року здобув безпосереднє підпорядкування імператору Генріху IV. Як і його батько, Герман II наполягав на своєму маркграфському титулі. Він вирішив оселитися в Німеччині, оскільки там народився і виріс. Столицею обрав Баден (сучасний Баден-Баден), де його батько здобув право на правління, одружившись на спадкоємиці Юдіт фон Бакнанг-Суліхгау, графині Еберштайн-Кальв. У Бадені Герман II наказав побудувати замок Гогенбаден. Будівництво було розпочато приблизно в 1100 році, і коли було завершено в 1112 році, він відзначив цю подію, прийнявши титул маркграфа Бадена.

### Зростання
Оскільки Баден був столицею, нове маркграфство було також відоме як Баденське. Герман II залишався маркграфом до своєї смерті в 1130 році. Його син і онук, Герман III (правив в 1130—1160) і Герман IV (правив в 1160—1190), розширили свої території. У 1200 році ці землі були вперше поділені. Було засновано дві лінії, Баден-Баден і Баден-Гохберг. Останній був розділений приблизно через сто років та була створена третя лінія — Баден-Зассенбург.
У XII та XIII століттях Баден був відданим і непохитним прихильником дому Гогенштауфенів, навіть проти своїх власних родичів із Церинген-Швабії. В обмін на свою підтримку їм було дозволено поширити свою владу на всю південно-західну Німеччину, на захід через річку Рейн до Ельзасу, на схід до передгір'їв Шварцвальду, на північ до річки Мург і на південь до Брайсгау. Герман V, маркграф Баден-Бадена (правив в 1190—1243), заснував міста Бакнанг, Дурлах, Штутгарт, Еттлінген і Пфорцгайм і кілька монастирів, серед них Ліхтентальський, який став місцем похованням його нащадків. У 1219 році він переніс свою столицю у Пфорцгайм. Йому довелося відмовитися від претензій на Церинген і Брауншвайг, але він здобув титул графа фон Ортенау і Брайсгау, названий на честь двох долин у південному Бадені. Його син маркграф Баденський Герман VI (правив в 1243—1250) і онук маркграф Баденський Фрідріх I (правив в 1250—1268), претендували на герцогські титули Австрії та Штирії. Австрійці відкинули їх, оскільки не хотіли, щоб ними правили сторонні.

### Об'єднання
Бернард I, маркграф Баден-Бадена (правив в 1391—1431 рр.), об'єднав усі надбанні землі в 1391 р. Будучи відомим військовиком, Бернард продовжив місію своїх попередників і приєднав ще кілька округів, зокрема Баден-Пфорцгайм і Баден-Гохберг. З 1291 року Баден-Пфорцгайм мав власне маркграфство, але в 1361 році він залишився без спадкоємців і повернувся до дому Баден-Баден. Баден-Гохберг почувався трохи краще. Заснований в 1190 році, він проіснував до 1418 року, коли також лінія перервалася, не залишивши спадкоємців чоловічої статі. Бернард, будучи найближчим спадкоємцем, претендував на Баден-Гохберг. Лінія Баден-Заузенберг мала своє власне маркграфство до 1503 року, коли через відсутність власних спадкоємців його повернули до дому Баден-Баден.
Консолідація маркграфства відбулася в 1442 році. У той рік половина домініонів Лар і Мальберг увійшла власне до складу держави, створивши зв'язок між двома основними областями, Брайсгау на півдні та Баден-Баден на півночі. За часів Пізнього Середньовіччя Баден нарощував свою адміністрацію, фінанси та армію, поки не став однією з найбільших і найсильніших держав Священної Римської імперії на південному заході Німеччини, особливо після того, як він здобув від Габсбургів решту Ортенау та Брайсгау.

### Смута
У 1462 році суперечка через обрання нового архієпископа Майнца змусила Карла I (правив в 1453—1475) вести війну проти Фрідріха I, курфюрста Пфальцу. Ворожнеча, відома як «Сварка через архієпископа Майнца», була короткою та тривала лише кілька місяців, але наслідки були руйнівними для Карла I, який програв. Йому довелося віддати кілька своїх територій Пфальцькому курфюрству та його союзникам. Ці території були відновлені його сином Христофом I (правив в 1475—1515). Він намагався зберегти їх об'єднаними під керівництвом одного зі своїх синів, Філіпа, але його зусилля були зірвані королем Франції Людовиком XII. У 1479 році резиденція маркграфства Баден була перенесена із замку Гогенбаден до Нового замку Баден-Бадена, побудованого Христофом I. У 1503 році Баден-Заузенберг помер без спадкоємців чоловічої статі, і всі землі Баденера були об'єднані Христофом. Перед смертю Христоф розділив маркграфство між трьома своїми синами. Філіп став його спадкоємцем в 1515 році, але помер бездітним в 1533 році, і його частка дісталася його братам Бернгарду та Ернесту. У 1535 році вони знову поділили свою спадщину. Це буде перший із кількох розділів, що встановить дві основні лінії дому Баден — Баден-Баден і Баден-Дурлах (Баден-Пфорцгайм до 1565 р.), які триватимуть до 1771 р. Однак відносини між двома лініями були не мирними і постійні шлюби не допомагали.
Під час Реформації кілька гілок на чолі з Баден-Баденом залишилися на боці католиків, інші приєдналися до Баден-Дурлаха на боці протестантів. Тридцятилітня війна погіршила становище всіх домів. Багато з них були вислані в інші країни. Баден сильно постраждав під час війни. Вестфальський мир 1648 року відновив дома та їхні церкви на їхніх власних землях. Поступово суперництво вщухло. Під час воєн Людовика XIV, «короля-сонця» Франції, обидва маркграфства були спустошені французькими військами. Війська Священної Римської імперії на чолі з маркграфом Баден-Бадена «турецьким Луї» Вільгельмом (правління 1677—1707) воювали проти Франції.

### Возз'єднання
У 1771 році Август Георг став останнім маркграфом Баден-Бадена, коли помер без синів. Всі його території перейшли до його 6-юрідного брата і найближчого спадкоємця — маркграфа Баден-Дурлаха Карла Фрідріха (правив в 1738—1811). У третій і останній раз всі баденські землі об'єдналися під єдиним правителем.
Попри те, що Баден був нарешті об'єднаний, його володіння були роздробленими та широко поширеними по обидва боки річки Верхній Рейн із загальною площею 3500 км². Коли Карл-Фрідріх став маркграфом в 1738 році, він взяв на себе місію заповнити прогалини на своїх територіях. Перша можливість йому випала в 1792 році, коли спалахнула війна Першої коаліції між Францією та Австрією. Баденці воювали за Австрію, залишивши Баден спустошеним після поразки. Карлу Фрідріху довелося сплатити контрибуцію та поступитися Франції своїми територіями на лівому березі Рейну. Другий шанс він мав кілька років потому, будучи ворогом Наполеона, на боці Олександра I. У 1803 році зусиллями царя маркграф здобув князь-єпископство Констанц, частину Рейнського Пфальцу та кілька інших менших округів, здобувши таким чином титул князя-курфюрста.